# Hanna Rek (1. singel 1961)
Hanna Rek – pierwszy singiel Hanny Rek wydany w 1961 roku przez Polskie Nagrania.

## Lista utworów
Strona a:
1. Nie chcę kochać (Wiktor Kolankowski – Elżbieta Bielińska)

Strona b:
1. Kolorowe fotografie (Czesław Grudziński – Janusz Kondratowicz)

## Utwory z singlaHanna Rekna 10 calowych składankach
[1962] Pronit L 0376 – Kolorowe fotografie, Nie chcę kochać

## Muzycy
- Hanna Rek – śpiew
- Orkiestra Taneczna Polskiego Radia p/d Edwarda Czernego